# Zena Fabbrica Automobili
 Zena Fabbrica Automobili S.A. war ein italienischer Hersteller von Automobilen.

## Unternehmensgeschichte
Garibaldi Contelletti gründete am 7. Juli 1906 das Unternehmen. Die Verwaltung war an der Via Venti Settembre in Genua. 1907 begann die Produktion von Automobilen, die erstmals auf dem Turiner Autosalon desselben Jahres präsentiert wurden. Der Markenname lautete Zena so wie die Stadt Genua in genuesischer Sprache heißt. 1908 wurde das Unternehmen liquidiert.

## Fahrzeuge
Das kleinste Modell war der N 1 A 6 HP mit einem Einzylindermotor. Darüber rangierte das Modell N 1 B 8 HP, auch N 1 Bis 8 HP genannt, das entweder über einen Ein- oder einen Zweizylindermotor verfügte. Mit Vierzylindermotoren ausgestattet waren N 1 C 10 HP und N 2 14 HP. Das größte Modell N 3 20 HP hatte einen Sechszylindermotor. Alle Fahrzeuge hatten Motoren mit seitlichen Ventilen und Kardanantrieb.